# Fallersleben
Fallersleben ist ein Stadtteil von Wolfsburg in Niedersachsen, der am Bach Mühlenriede liegt. Bevor Fallersleben im Zuge der Gebietsreform 1972 in die Stadt Wolfsburg eingegliedert wurde, war es eine Stadt im Landkreis Gifhorn. Die Stadtrechte wurden 1929 verliehen.

## Name
Der 942 erwähnte Name Valareslebo setzt sich aus zwei Teilen zusammen. Die im ostfälischen weit verbreitete Endung -leb-o, bzw. heutzutage -leben, geht auf den germanischen Begriff „laiba“ zurück, was so viel wie „Erbeigentum, Grundbesitz“ bedeutet. Der Besitzer dieses Grundes, nämlich „Valares“, steuerte den vorderen Teil für den Namen des Ortes, bzw. der Siedlung, bei.

## Geschichte

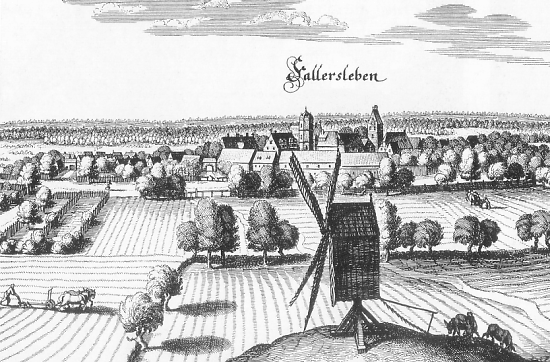
Merian-Kupferstich von Fallersleben 1654

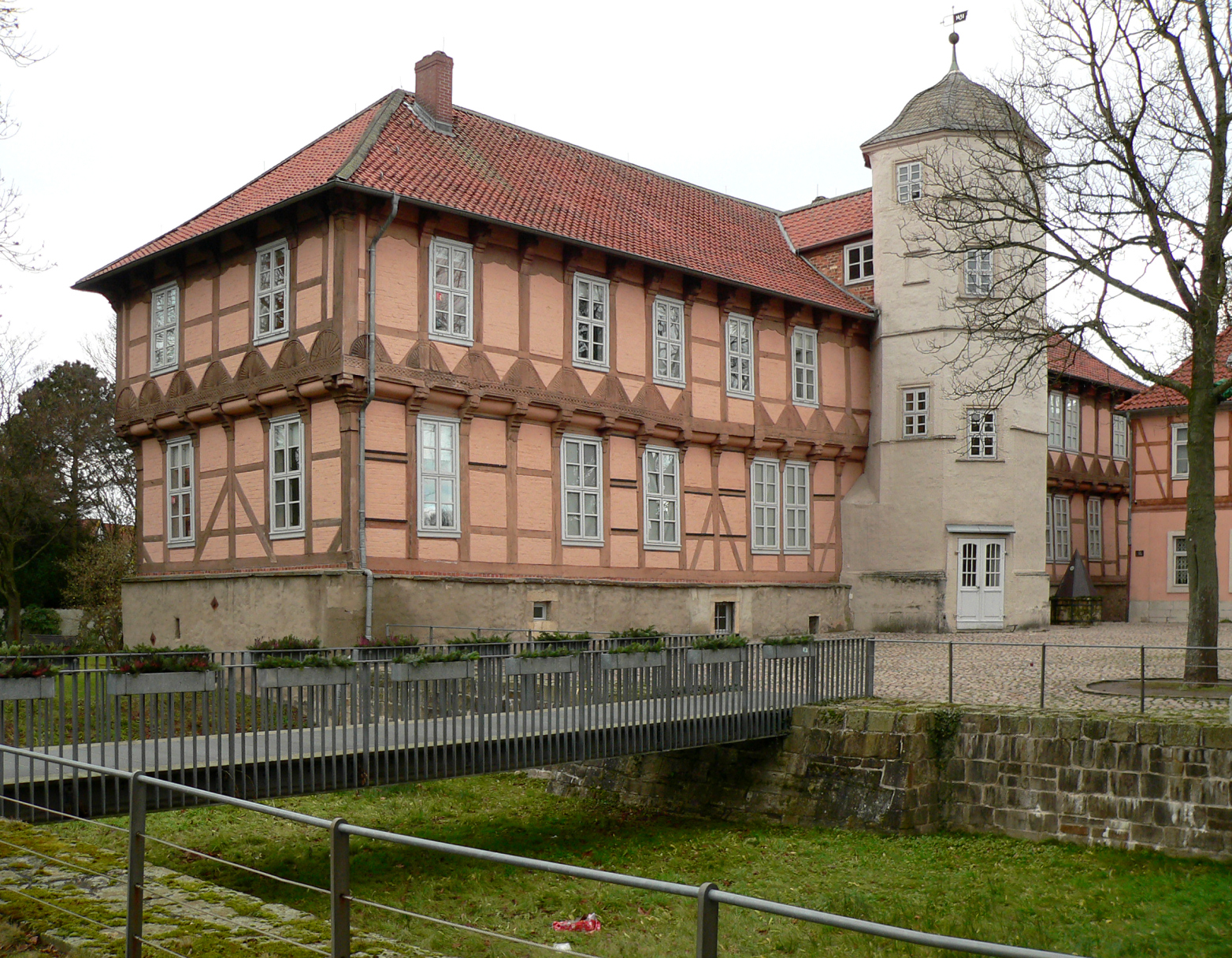
Schloss Fallersleben

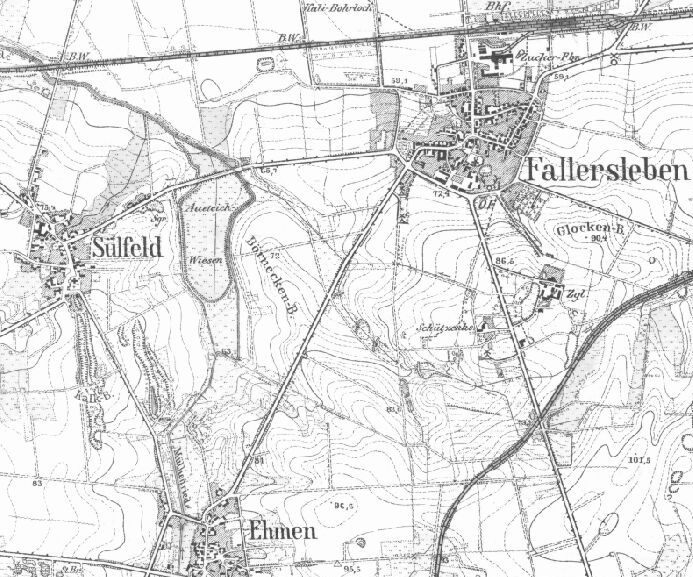
Fallersleben, Ehmen und Sülfeld um 1892

Die ältesten Spuren einer Besiedlung im Gebiet der heutigen Stadt sind Bodenfunde von etwa 200 v. Chr.
Der Ort Valareslebo mit einer St. Michaelskirche wurde 942 erstmals in einer Urkunde König Ottos I. erwähnt.
Im 12. Jahrhundert gehörte er den Grafen von Wohldenberg, die ihn vom Erzbischof von Magdeburg zum Lehen erhalten hatten. 1337 übergaben sie ihn samt dazugehörenden Dörfern und dem Gebiet des Papenteich an die Herzöge von Braunschweig und Lüneburg. Fallersleben gehörte ab 1539 unter der Herrschaft von Herzog Franz von Braunschweig-Lüneburg 10 Jahre lang zum neu gegründeten Herzogtum Gifhorn, das 1549 aufgelöst wurde. Danach lebte seine Witwe Clara von Lauenburg bis zu ihrem Tod 1576 im Schloss Fallersleben. 1559 gab es bereits eine Befestigung von Fallersleben mit Wall und Graben sowie vier Stadttoren: Westtor, Gröpertor im Osten, Hoftor zur Schlossseite im Süden und Neues Tor im Norden.
In der Beschreibung von 1654 heißt es zu Fallersleben:

„Es ist dieses Flecken vor Zeiten den Grafen von Woldenberg zuständig gewesen, welche es im Jahr Christi 1337 Herzog Otten und Herzog Wilhelmen zu Braunschweig und Lüneburg verkaufft. […] Daß das jetzige Fürstliche Hauß daselbst von Herzog Franzen zu Braunschweig Lüneburg erst angeleget und gebauet, hernacher von dessen verwitwete Gemahlin Frauen Clara Herzogin zu Sachsen, Engern und Westphalen, im Jahr 1551.“

Über Fallersleben verlief im 18. und 19. Jahrhundert die Postroute Braunschweig–Calvörde.
Von 1894 bis 1896 wurde an der heutigen Wolfsburger Landstraße eine Windmühle errichtet, deren Flügel jedoch 1936 bei einem Sturm zerstört wurden. Von 1941 bis etwa 1960 war die Mühle nochmals mit Elektroantrieb in Betrieb.
Nahe Fallersleben wurde ab April 1942 das KZ Arbeitsdorf aufgebaut, das jedoch im Oktober 1942 bereits wieder aufgelöst wurde.
Am 1. Juli 1972 wurde die Stadt Fallersleben, die aus dem Landkreis Gifhorn stammt, gemäß dem Wolfsburg-Gesetz in die Stadt Wolfsburg eingegliedert.
Seit 2019 entsteht am Südwestrand von Fallersleben das Baugebiet „Kleekamp“.

### Einwohnerentwicklung
| Jahr      | 1885 | 1910 | 1925 | 1933 | 1939 | 2005  | 2013  | 2015  | 2020  | 2022  |
| --------- | ---- | ---- | ---- | ---- | ---- | ----- | ----- | ----- | ----- | ----- |
| Einwohner | 1743 | 2249 | 2083 | 2097 | 2629 | 11697 | 11154 | 11035 | 10923 | 11407 |

## Politik
Fallersleben bildet gemeinsam mit dem Stadtteil Sülfeld die Ortschaft Fallersleben-Sülfeld, die durch einen Ortsrat vertreten wird. Ortsbürgermeister ist seit 2021 André-Georg Schlichting (CDU).
Organisatorisch zählt ferner die 1938 gegründete Siedlung Ilkerbruch zum Stadtteil. Sie liegt ganz im Norden von Fallersleben, außerhalb der geschlossenen Ortschaft an der Kreisstraße 114 („Nordtangente“) von Wolfsburg nach Gifhorn. Die Siedlung befindet sich zwischen den Naturschutzgebieten Barnbruch und Ilkerbruch.

## Kultur und Sehenswürdigkeiten

### Bauwerke

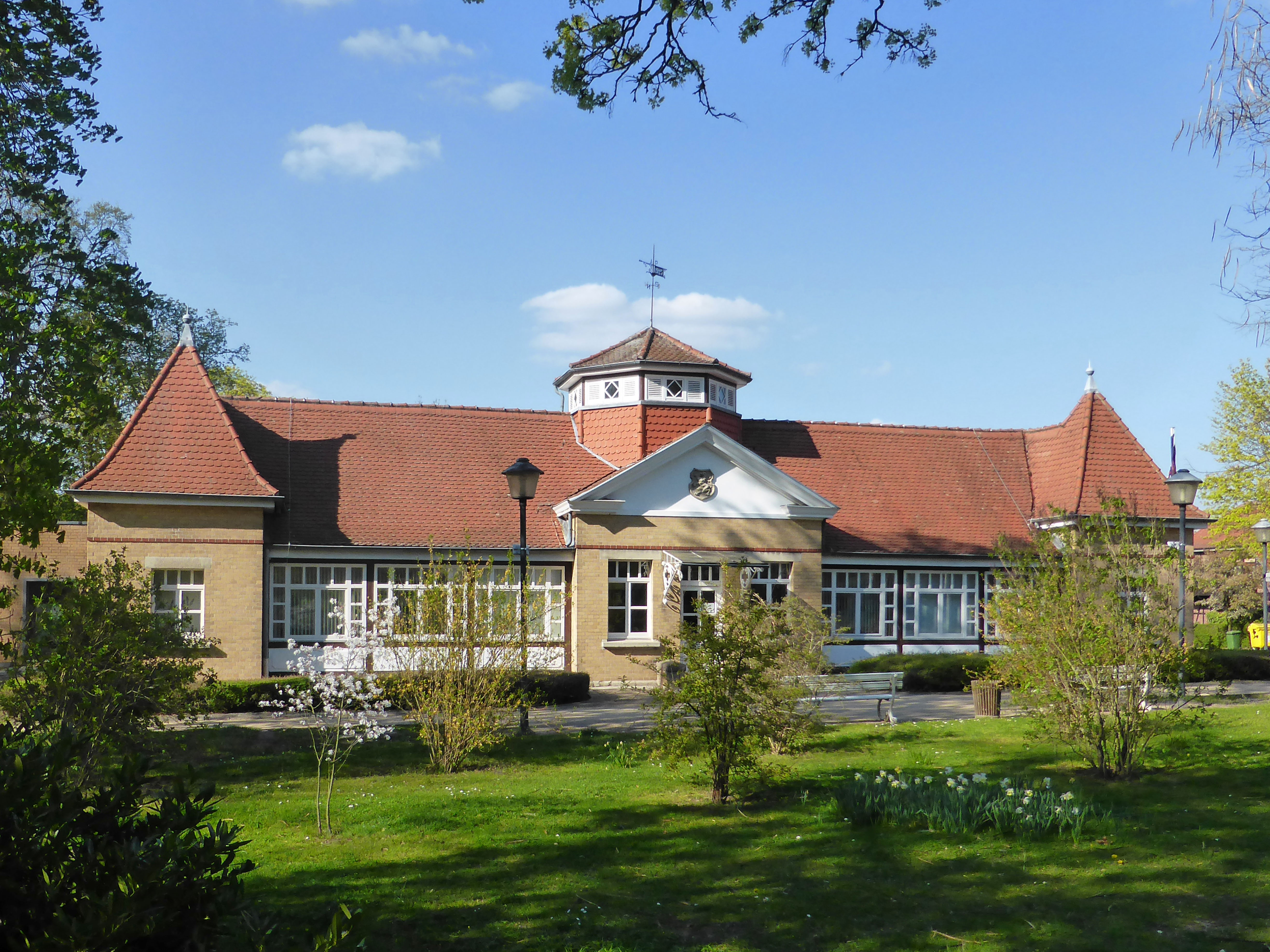
Schwefelbad

- Schloss Fallersleben ließ Herzog Franz von Braunschweig und Lüneburg im 16. Jahrhundert erbauen. Die Stadt Wolfsburg betreibt darin heute das Hoffmann-von-Fallersleben-Museum, das das Werk und Leben des Schriftstellers veranschaulicht und auf die Demokratiebewegung in Deutschland zu seiner Zeit eingeht. August Heinrich Hoffmann von Fallersleben ist der berühmteste Sohn Fallerslebens. Er wurde am 2. April 1798 in der Westerstraße 4 geboren. Sein Geburtshaus wird heute als Hotel-Restaurant mit Saalbetrieb (Hoffmannhaus) geführt und ist im Besitz der Stadt Wolfsburg.
- Fallerslebens Ortskern ist eine gut erhaltene, von Fachwerkhäusern geprägte Altstadt. Alljährlich wird die historische Altstadt während des sogenannten „Altstadtfestes“ zu einer Festmeile.
- In Schlossnähe liegt im Schlosspark das Alte Brauhaus (erbaut 1765), das seit den 1980er Jahren ein Lokal ist, in dem Bier gebraut wird.
- Schwefelbad: Nachdem 1911 bei einer Bohrung zufällig schwefelhaltiges Wasser gefunden wurde, erfolgte der Bau des am 18. Dezember 1925 eröffneten Schwefelbades, das 1940 von der Stadt Fallersleben erworben wurde und in den 1950er Jahren eine Erweiterung erfuhr. Nach einem Brand von 1976 wurde es in modernisierter Form wieder aufgebaut und am 1. April 1982 wieder eröffnet. Seit dem 1. Juli 2012 wird das Schwefelbad vom Klinikum Wolfsburg betrieben.[11]
- Alter Wasserturm, heute Sitz des Deutschen Amateur-Radio-Clubs.[12]
- Diesellokomotive LKM V 10 B, 1972/73 vom Lokomotivbau Karl Marx Babelsberg hergestellt und zuletzt von der Zuckerfabrik Fallersleben genutzt. Heute im Marggrafviertel ausgestellt.[13]
- Feuerspritze der Freiwilligen Feuerwehr Fallersleben aus dem Jahre 1894.

#### Kirchen

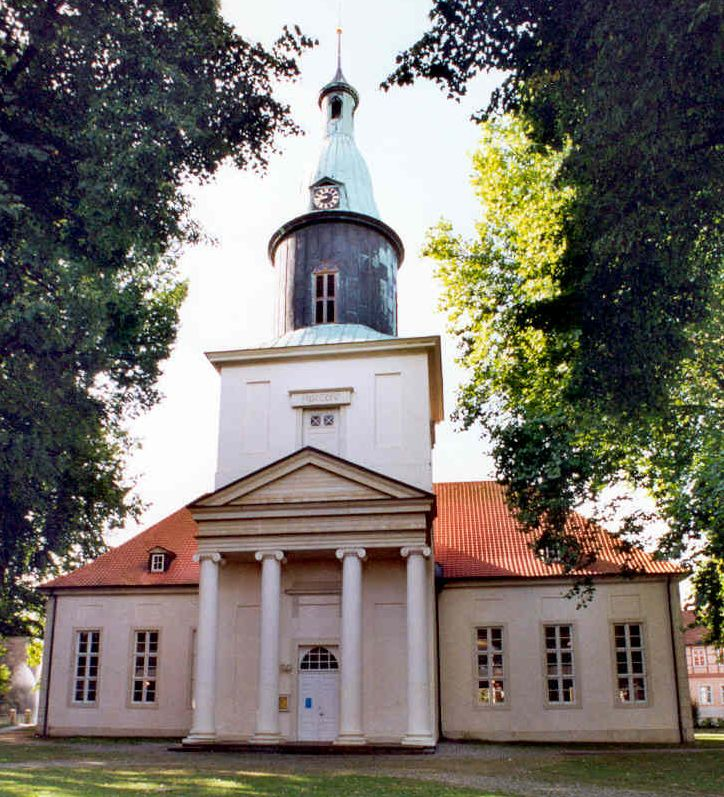
Michaeliskirche

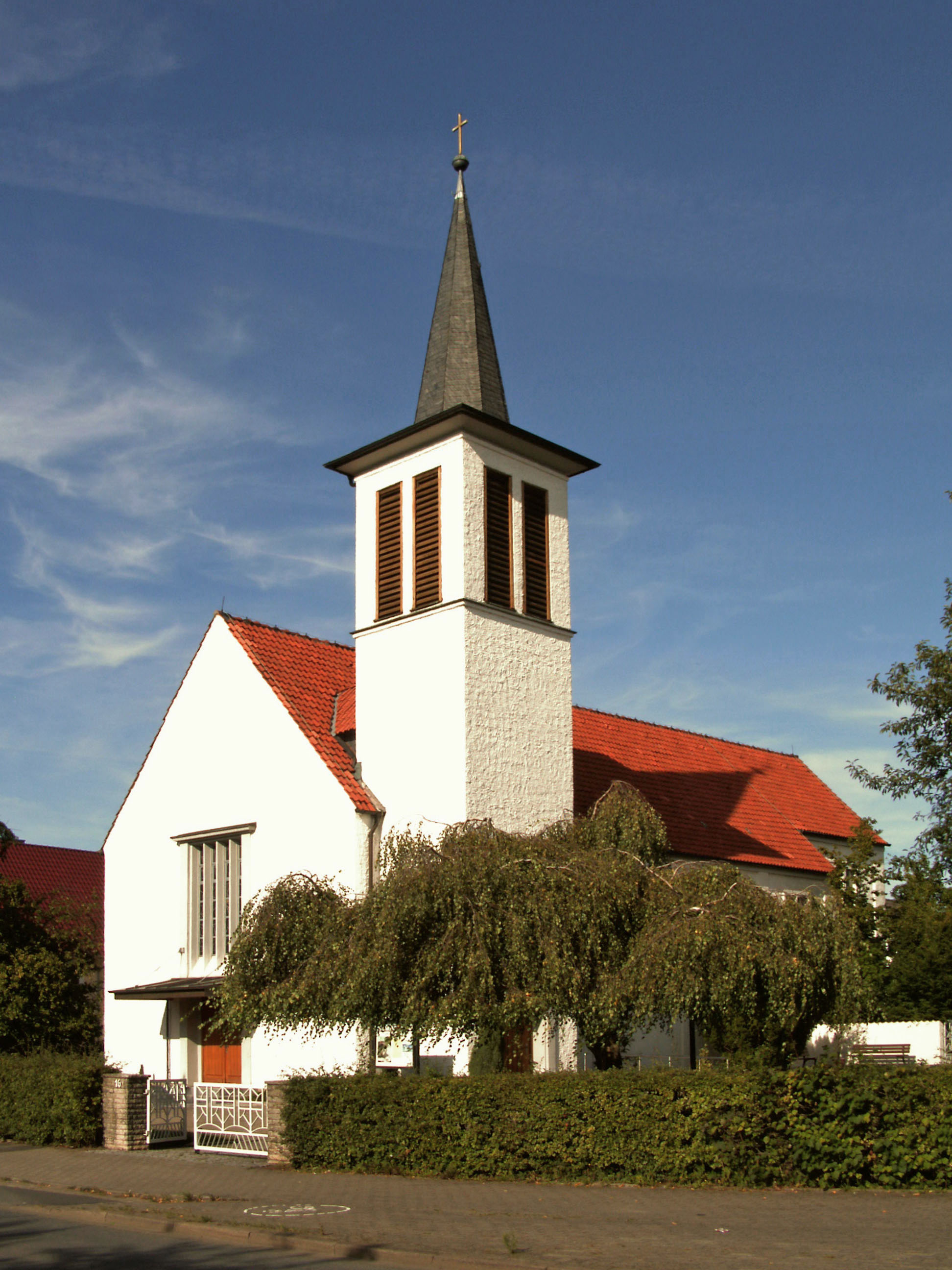
St.-Marien-Kirche

Die evangelisch-lutherische Michaeliskirche wurde 1805 durch Christian Gottlob Langwagen erbaut, nachdem 1803 ihre Vorgängerkirche größtenteils abgerissen worden war. Ihre Kirchengemeinde gehört zum Kirchenkreis Wolfsburg-Wittingen der Landeskirche Hannovers. An der Berliner Straße befindet sich die 1992 eröffnete Michaelis-Kindertagesstätte, die jedoch heute in der Trägerschaft des Ev.-luth. Kirchenkreises Wolfsburg-Wittingen liegt.
Die römisch-katholische Kirche Mutterschaft Mariens, umgangssprachlich auch kurz St. Marien genannt, wurde 1953/54 erbaut. Sie befindet sich an der Herzogin-Clara-Straße (früher Braunschweiger Straße), ihre Pfarrgemeinde gehört zum Dekanat Wolfsburg-Helmstedt im Bistum Hildesheim. Bereits 1929 wurde die katholische Kapelle St. Michael erbaut, sie war das erste katholische Gotteshaus im heutigen Wolfsburger Stadtgebiet nach der Reformation. Sie wurde nach dem Bau der Kirche abgerissen, an ihrer Stelle steht heute das Pfarrhaus mit Pfarrheim. 2005 eröffnete die Pfarrgemeinde eine Kindertagesstätte im Nachbarstadtteil Sülfeld. Die Trägerschaft der Kita liegt inzwischen beim Gesamtverband der katholischen Kirchengemeinden Wolfsburg.
Die Evangelische Gemeinschaft Fallersleben verfügt über ein von 1981 bis 1983 erbautes Gemeinschaftshaus an der Karl-Heise-Straße. Sie gehört über den Ohofer Gemeinschaftsverband zum Bund evangelischer Gemeinschaften. Die Gemeinschaft geht auf das Jahr 1926 zurück. Am 8. Mai 1983 erfolgte die Einweihung des heutigen Gemeinschaftshauses, zuvor besaß die Gemeinschaft ein kleineres Gemeinschaftshaus an der Sandkämper Straße.
Die neuapostolische Gemeinde Wolfsburg-Fallersleben gehört zum Kirchenbezirk Braunschweig der Neuapostolischen Kirche Nord- und Ostdeutschland. Ein 1904 zugezogenes Ehepaar waren die ersten neuapostolischen Gläubigen in Fallersleben. 1923 wurde die Kirchengemeinde Fallersleben gegründet, ihre Gottesdienste fanden zunächst in Gaststätten statt. 1929/30 wurde die erste Kirche an der Ehmer Straße errichtet, sie wurde 1972 abgerissen. 1971/72 wurde auf demselben Grundstück hinter der ersten Kirche eine neue größere Kirche erbaut, die noch heute besteht.

### Regelmäßige Veranstaltungen
Das jährliche Volks- und Schützenfest findet in der dritten Woche nach Pfingsten auf dem Schützenplatz am Windmühlenberg statt. Von 2009 bis 2022 fand das Fest abweichend davon in der Altstadt zwischen dem Schloss und dem Hoffmannhaus statt, aufgrund der COVID-19-Pandemie in Deutschland fiel das Fest 2020 und 2021 aus.
Das jährliche Altstadtfest wird seit 1976 im Altstadtkern gefeiert. Es beginnt am letzten Donnerstag im August und findet bis zum darauffolgenden Samstag statt. Aufgrund der COVID-19-Pandemie fiel das Fest von 2020 bis 2022 aus.

## Wirtschaft und Infrastruktur

### Öffentliche Einrichtungen

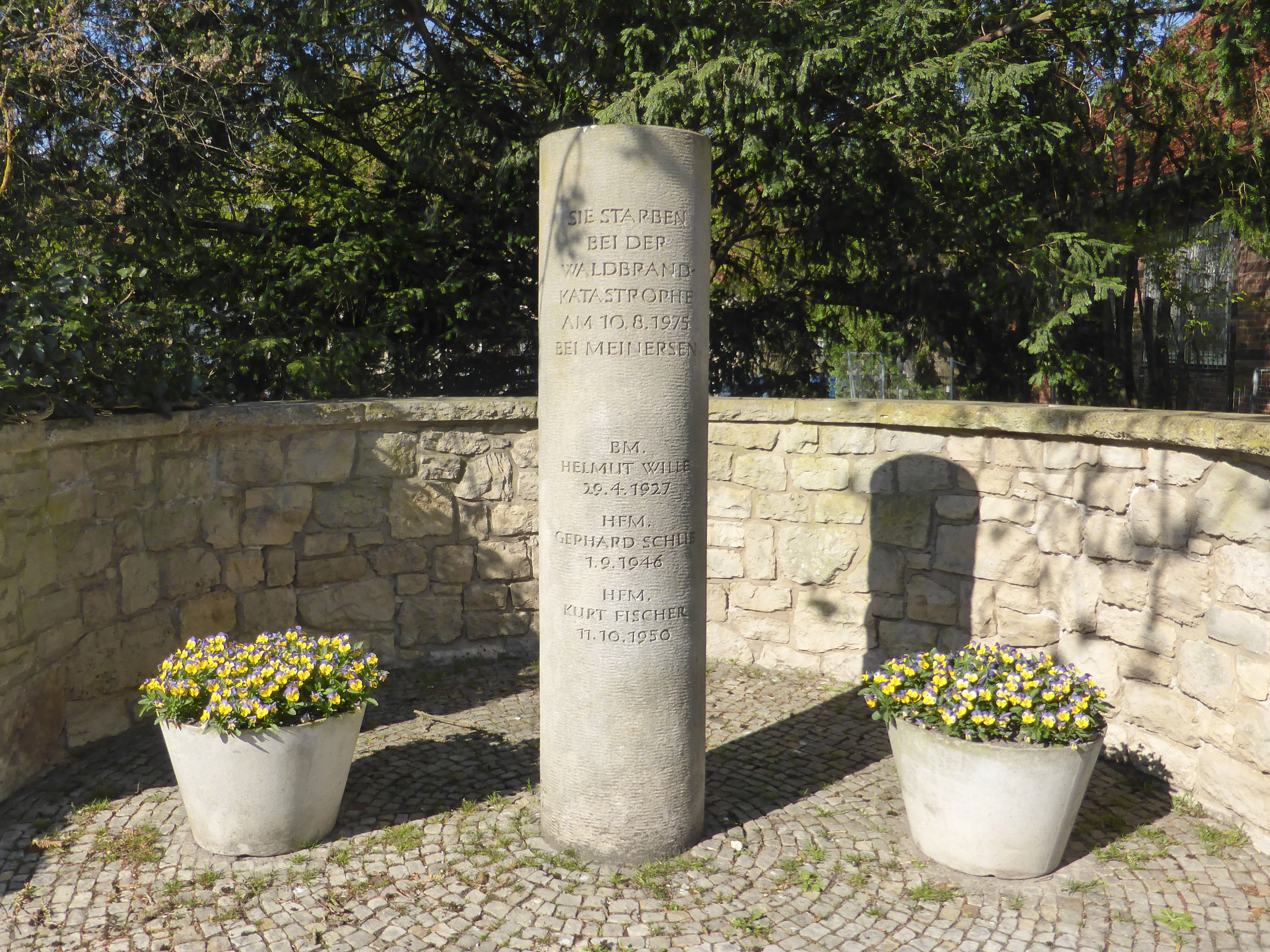
Gedenkstein an die 1975 beim Waldbrand verstorbenen Feuerwehrmänner

Die Stadt Wolfsburg unterhält im ehemaligen Amtsgericht eine Außenstelle der Stadtverwaltung mit allgemeinen Bürgerangelegenheiten inklusive Standesamt sowie Stadtteilbibliothek.
Das Entsorgungszentrum der Wolfsburger Abfallwirtschaft und Straßenreinigung (WAS) befindet sich in Fallersleben am Weyhäuser Weg kurz vor der Stadtgrenze zu Weyhausen.
Die Polizeistation Fallersleben ist neben Fallersleben auch für die Wolfsburger Stadtteile Brackstedt, Ehmen, Hattorf, Heiligendorf, Mörse und Sülfeld zuständig.
Die Freiwillige Feuerwehr wurde 1875 gegründet. 1894 bekam die Feuerwehr erstmals eine Feuerspritze, die heute noch bei besonderen Gelegenheiten vorgeführt wird. 1960 wurde die Jugendfeuerwehr Fallersleben gegründet, 1962 folgte in Fallersleben die Gründung des niedersächsischen Feuerwehr-Flugdienstes. Am 10. August 1975 kamen beim Brand in der Lüneburger Heide, der bis dahin größten Brandkatastrophe in der Bundesrepublik Deutschland, in der Nähe von Meinersen drei Mitglieder der Freiwilligen Feuerwehr Fallersleben ums Leben. Am Feuerwehrhaus erinnert heute ein Gedenkstein daran. 2020 erfolgte die Gründung der „Löschzwerge“, der Kinderfeuerwehr Fallersleben. Ein Förderverein unterstützt heute die Freiwillige Feuerwehr Fallersleben.

### Bildung

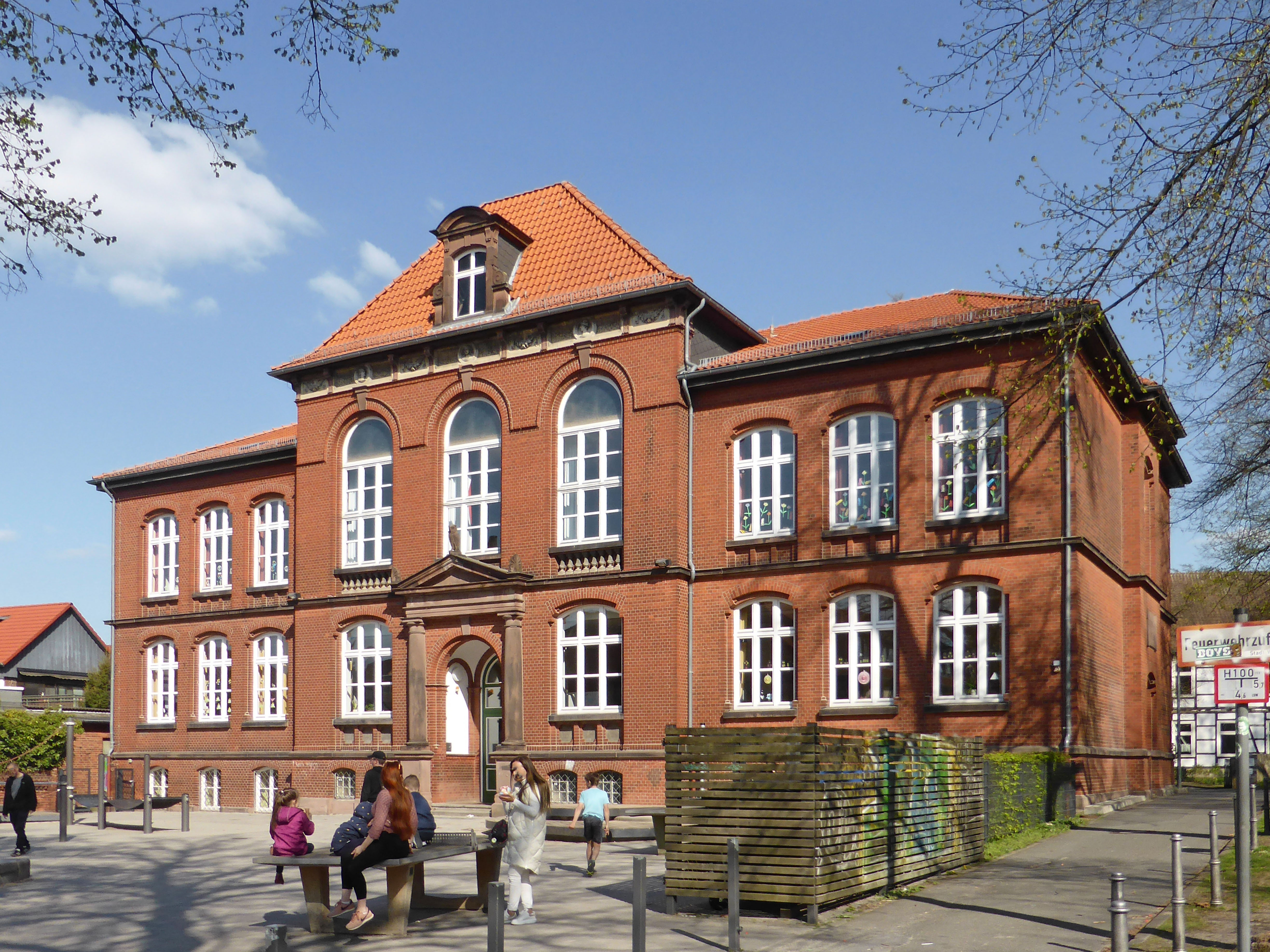
Eulenschule

- Städtische Kindertagesstätte am Schlosspark
- DRK-Kindertagesstätte Fallersleben-Ost
- DRK-Kindertagesstätte Fallersleben-West
- Ev.-luth. Michaelis-Kindertagesstätte
- Bewegungskita Fallersleben (Träger: VfB Fallersleben e. V.)

- Grundschule Fallersleben (an den beiden Standorten Glockenbergschule und Eulenschule)
- Schulzentrum Fallersleben mit den 3 Schulen
  - Hauptschule Fallersleben
  - Hoffmann-von-Fallersleben-Realschule
  - Gymnasium Fallersleben
- Musikschule der Stadt Wolfsburg (Zweigstelle) am Standort Glockenbergschule

### Verkehr

#### Straßenverkehr

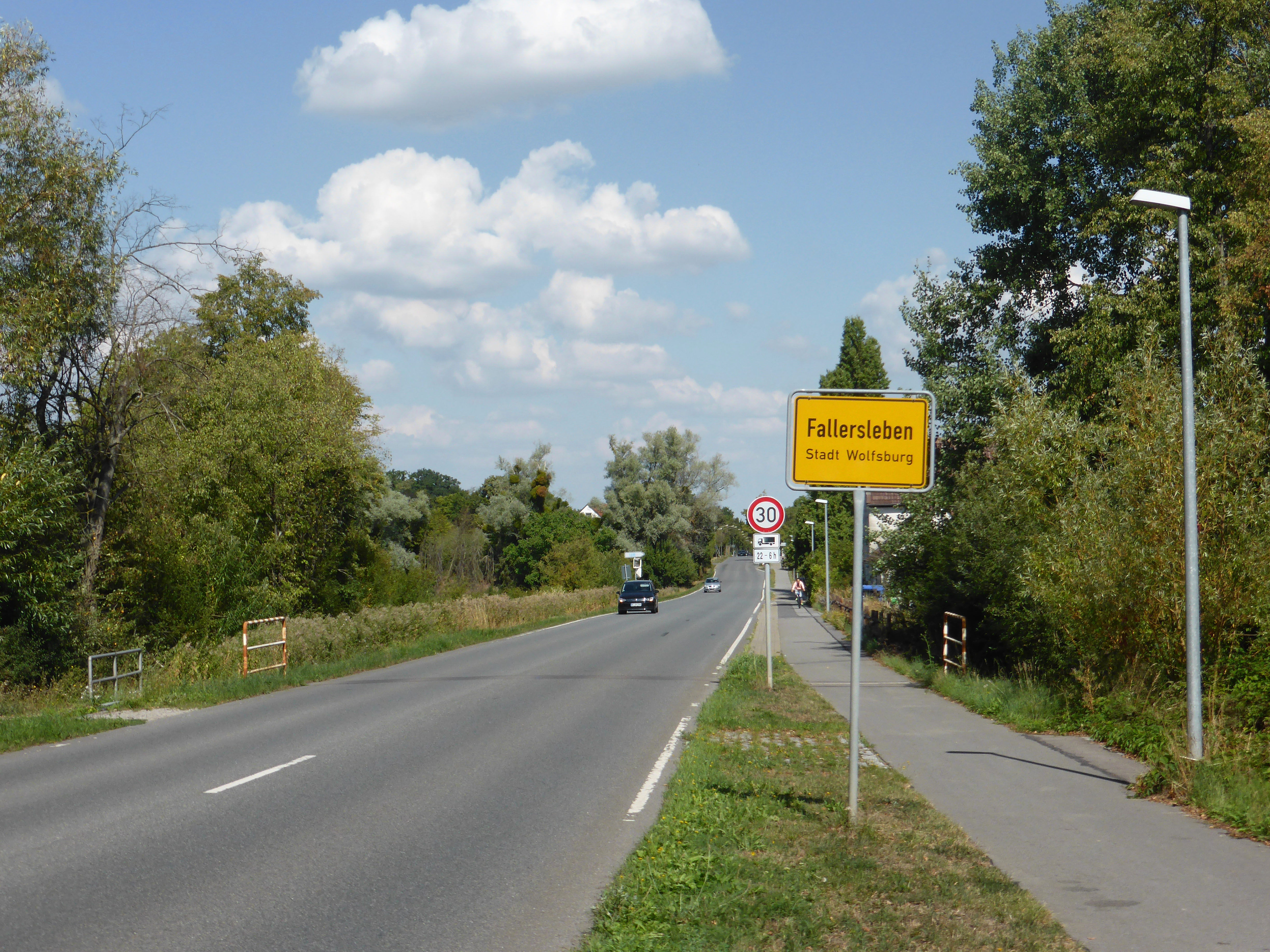
Kreisstraße 115 mit Ortseingang von Fallersleben

Fallersleben liegt an der Bundesautobahn 39, die im Bereich von Fallersleben 1971/72 – zunächst als Bundesstraße 248 – erbaut wurde. Fallersleben ist über die Anschlussstellen 22 (Sandkamp), 23 (Wolfsburg-West) und 24 (Fallersleben) zu erreichen.
Die Landesstraße 321 verläuft ist West-Ost-Richtung durch Fallersleben. In Fallersleben trägt sie die Bezeichnungen Gifhorner Straße, Hofekamp, Hinterm Hagen und Wolfsburger Landstraße. Die L 321 beginnt in Peine und führt über Wendeburg, Meine, Sülfeld und Fallersleben bis zu A 39.
Die Kreisstraße 70 beginnt in Fallersleben an der Landesstraße 321 und führt über Ehmen in den Landkreis Helmstedt. Die Kreisstraße 115 führt in nördlicher Richtung bis zur Kreisstraße 114 („Nordtangente“) an der Autobahn-Anschlussstelle Sandkamp und in südlicher Richtung nach Mörse.
Gemeindeverbindungsstraßen führen von Fallersleben im Norden nach Weyhausen und im Südosten in den Nachbarstadtteil Westhagen.
Die Buslinie 203 der Wolfsburger Verkehrs GmbH führt von Fallersleben nach Sülfeld sowie über den Nordkopf in der Wolfsburger Innenstadt bis nach Vorsfelde. Die Buslinie 204 führt von Fallersleben über den Nordkopf bis nach Neuhaus sowie über Ehmen bis nach Mörse. Die Buslinie 211 führt von Fallersleben über Sandkamp und den Nordkopf bis nach Kästorf sowie über Westhagen bis nach Heiligendorf. Die Buslinie 180 der Verkehrsgesellschaft Landkreis Gifhorn mbH führt über Sülfeld, Calberlah und Isenbüttel bis nach Gifhorn.

#### Eisenbahn
Im Norden des Stadtteils befindet sich der Bahnhof Wolfsburg-Fallersleben an der Strecke zwischen Berlin und Hannover und über die abzweigende Weddeler Schleife in Richtung Braunschweig–Hildesheim. Hier halten im Regionalverkehr Züge unter der Bezeichnung enno. Da das Empfangsgebäude des Bahnhofs Fallersleben dem Bau eines dritten Gleises für die Schnellfahrstrecke Hannover–Berlin im Weg stand, wurde es Mitte der 1990er Jahre abgerissen. 1996 wurde eine Aufzugsanlage erbaut, um das überqueren der Bahnstrecke für Fußgänger zu erleichtern.

#### Schifffahrt

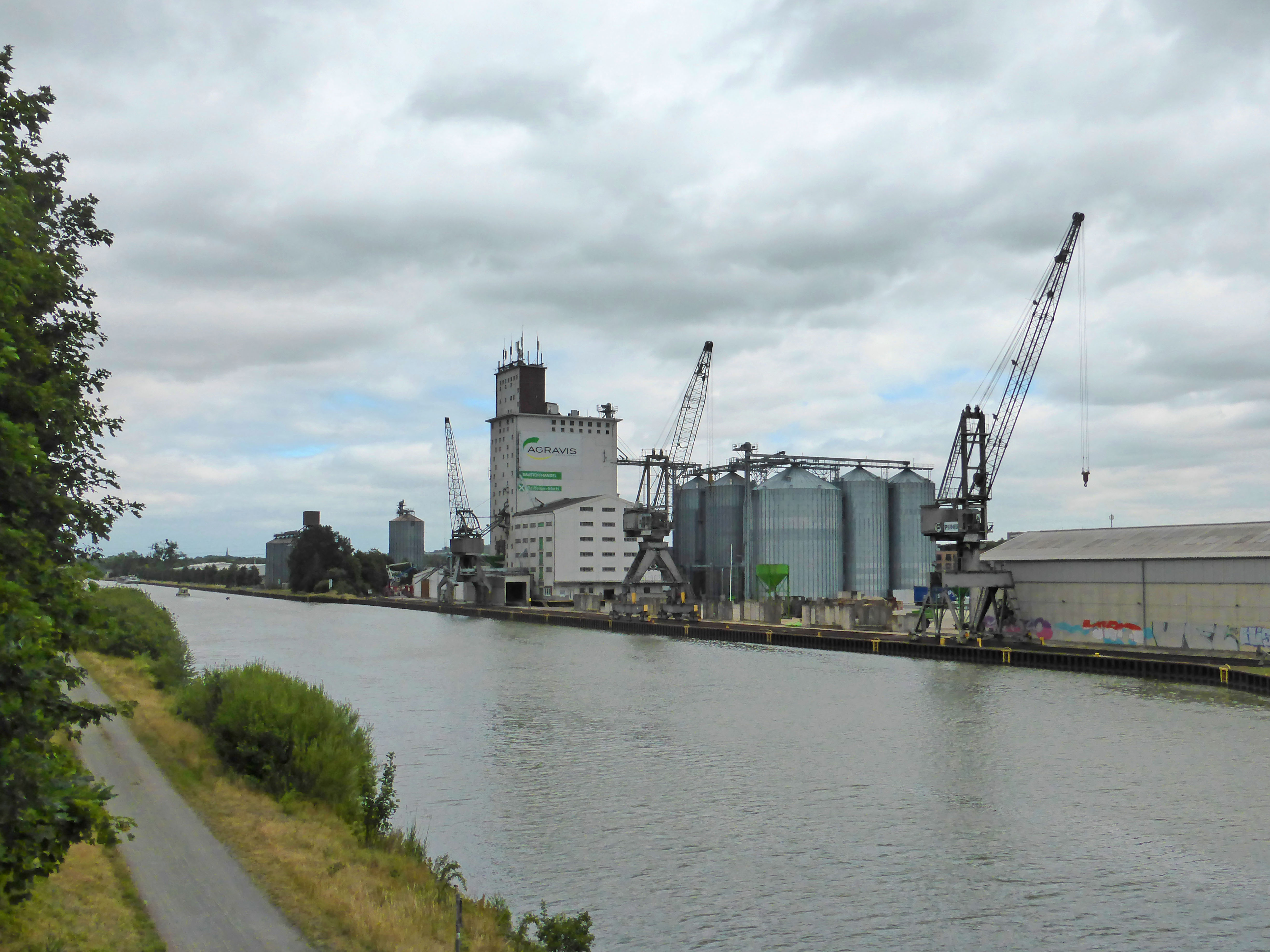
Mittellandkanal bei Fallersleben

Fallersleben liegt am Mittellandkanal, der nach mehrjähriger Bauzeit seit 1938 von Fallersleben aus durchgängig befahrbar ist. Die Schifffahrt nutzt den 1934/35 errichteten Hafen Fallersleben, eine von der Agravis Raiffeisen AG betriebene Lände, die durch ein Ausziehgleis an das Schienennetz angeschlossen ist und vorrangig für den Umschlag von Agrarerzeugnissen, Futter- und Düngemitteln sowie Baumaterialien genutzt wird. 2013/14 bekam Fallersleben am Mittellandkanal an anderer Stelle noch ein Containerterminal. Der Yacht-Club Hoffmannstadt Fallersleben e. V. hat seinen Hafen nicht in Fallersleben, sondern am Mittellandkanal bei Allerbüttel, rund fünf Kilometer westlich von Fallersleben.

## Persönlichkeiten
In Fallersleben geborene Personen

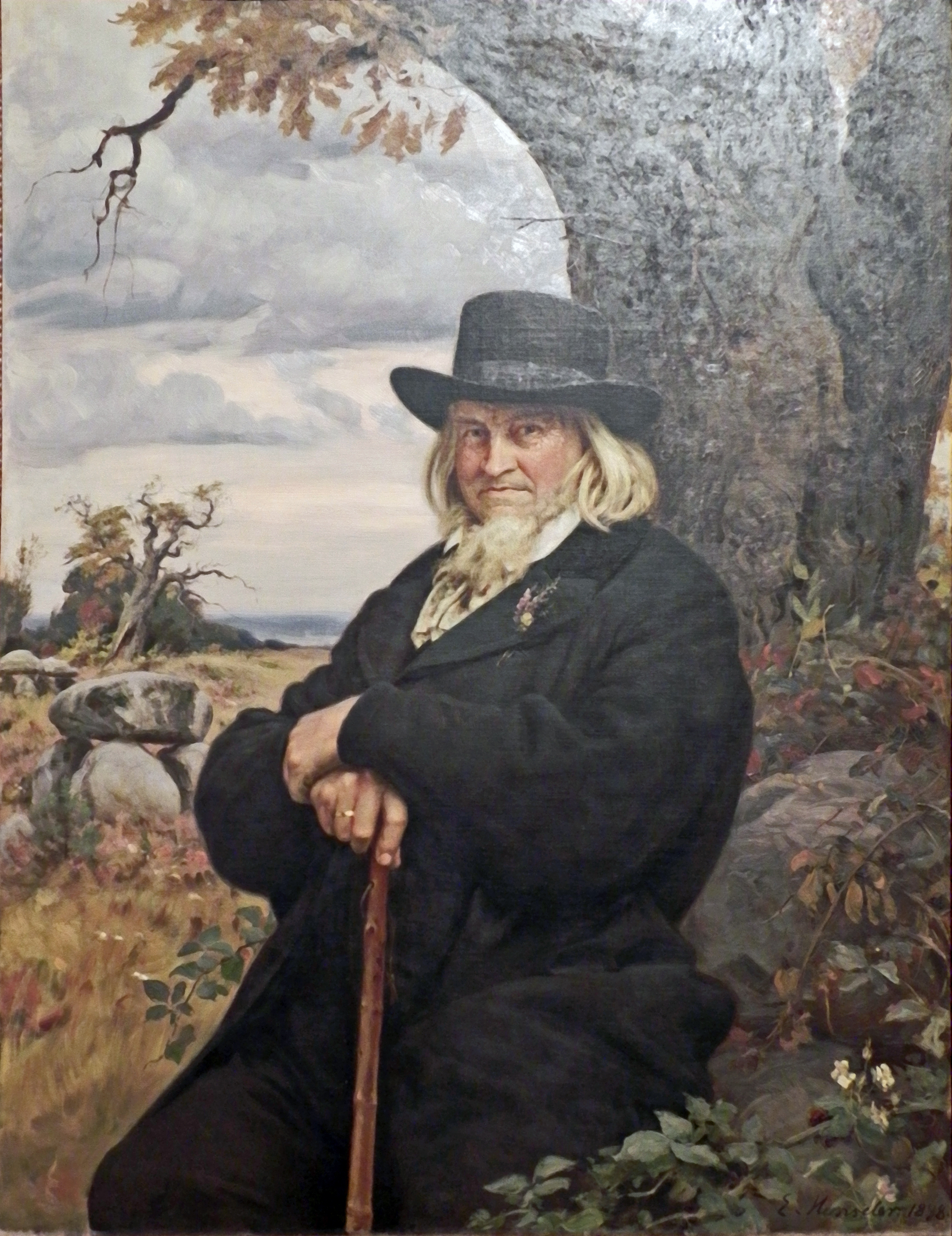
Hoffmann von Fallersleben

- Heinrich Stackmann (um 1485–1532), Mediziner, Philologe, Physiker, Dichter und Humanist
- August Heinrich Hoffmann (1798–1874), genannt Hoffmann von Fallersleben, Hochschullehrer und Verfasser des Textes des Deutschlandliedes
- Karl Kayser (1843–1910), lutherischer Geistlicher und Kirchenhistoriker
- Georg Ahl (1878–1945), Dirigent und Komponist
- Hanns Kerrl (1887–1941), nationalsozialistischer Politiker
- Richard Bienert (1900–nach 1945), Kommunalpolitiker (NSDAP)
- Karl-Heinrich Heise (1903–1962), Politiker (DP, CDU) und Abgeordneter des Niedersächsischen Landtages
- Adolf Schmidt-Bodenstedt (1904–1981), Lehrer und Politiker (NSDAP, FDP)
- Hans Thimme (1909–2006), evangelischer Theologe
- Albert Ernst (1912–1986), Offizier der Wehrmacht
- Klaus Beyer (1929–2014), Semitist
- Herbert Blume (1938–2021), Philologe und Germanist
- Lothar Krist (* 1951), Jazzmusiker, Komponist und Musikjournalist
- Siegfried Reich (* 1959), Fußballspieler

Mit Fallersleben verbundene Personen
- Heinrich Schulze (1886–1953), Verwaltungsbeamter
- René Oltmanns (* 1979), Schauspieler, wuchs in Fallersleben auf und besuchte das Gymnasium Fallersleben